# 特里芒廷
特里芒廷（英語：Trimountain）是位於美國密歇根州霍頓縣亞當斯鎮區的一個普查規定居民點。

## 人口
根據2020年美國人口普查的數據，特里芒廷的面積為1.21平方千米，當中陸地面積為1.21平方千米，而水域面積為0.00平方千米。當地共有人口212人，而人口密度為每平方千米175.21人。